# Ökosystemischer Ansatz nach Bronfenbrenner
Mit dem ökosystemischen Ansatz erstellte der Psychologe Urie Bronfenbrenner in den späten 1960ern eine Systematik der Einflussfaktoren der menschlichen Entwicklung. Er wurde dabei maßgeblich von Kurt Lewin und dessen Konzept der Lokomotion beeinflusst.

## Beschreibung
Ökosystem bedeutet dabei die gesamte materielle und soziale Umwelt eines Menschen.
- Ökologie: biologische Wechselbeziehung zwischen Organismen und deren natürlicher Umwelt
- System: Gesamtheit von Elementen, die aufeinander bezogen bzw. miteinander verbunden sind und in Interaktion miteinander stehen

Das gesamte Ökosystem eines Menschen unterteilt Bronfenbrenner in folgende Systemebenen:
- Das Mikrosystem (in der Grafik rot) besteht aus einer Vielzahl von Tätigkeiten, Rollen und zwischenmenschlichen Beziehungen, die eine Person in einem Lebensbereich erlebt. Also beispielsweise die Beziehung zur Familie, der Schule, dem Arbeitsplatz etc. Auf dieser Ebene der persönlichen Beziehungen gestalten beispielsweise Kleinkinder in Interaktion mit den Bezugspersonen ihre eigenen Entwicklungsbedingungen mit.
- Bei einem Mesosystem (blau) handelt es sich um die einzelnen Mikrosysteme, wie sie miteinander in Verbindung stehen und sich gegenseitig beeinflussen. Ein Beispiel für eine mesosystemische Interaktion ist das Zusammenspiel zwischen Kindertagesstätte und Elternhaus.
- Ein Exosystem (grau) ist ein Beziehungsgeflecht, dem die Person nicht direkt angehört, so dass sie nur einen beschränkten oder gar keinen Einfluss auf dessen Gestaltung hat. Dennoch haben die Exosysteme mitunter erheblichen Einfluss, da ihm Bezugspersonen der Person angehören. Ein solches Exosystem ist zum Beispiel die Arbeitsstelle der Mutter eines Kindes. Wenn diese zum Beispiel Schichtarbeit vollzieht, fehlt vermehrt die Mutter-Kind Interaktion. Die geringen Einflussmöglichkeiten bei gleichzeitig hoher Wirkung werden etwa am Beispiel der Interaktion zwischen Lehrern und Eltern bei der Schulwahl am Ende der Primarstufe deutlich. Auch Wohnumgebung oder Massenmedien sind wichtige Einflussfaktoren für ein Kind.
- Das Makrosystem (grün) ist die Gesamtheit aller Beziehungen in einer Gesellschaft, damit auch der Normen, Werte, Konventionen, Traditionen, der kodifizierten und ungeschriebenen Gesetze, Vorschriften und Ideologien.
- Chronosysteme (gelb) umfassen die zeitliche Dimension der Entwicklung, z. B. die markanten Zeitpunkte in der Entwicklung, und deren biografische Abfolge. Bronfenbrenner unterscheidet zwischen „normativen“ Chronosystemen (wie dem Schuleintritt oder der Aufnahme der Berufstätigkeit) und „non-normativen“ (etwa schwere Krankheit von Angehörigen oder Lotteriegewinn).

## Hintergrund
Für Urie Bronfenbrenner stehen das Zusammenspiel zwischen Systemen und der Übergang von Menschen aus einem System in ein anderes im Vordergrund seiner Überlegungen. Mit diesem Ansatz untersucht er unterschiedliche Rahmenbedingungen, in denen menschliche (in erster Linie kindliche) Entwicklung stattfindet. Dabei arbeitet er unter anderem heraus, dass es wichtig für die Entwicklung ist, dass die verschiedenen Systeme eines Menschen miteinander vereinbar sind; dass Erfahrungen und Verhaltensweisen, die ein Mensch in einem System erlernt hat, auch in anderen Systemen anwendbar sind und Menschen auf die Gestaltung der verschiedenen Systeme, an denen sie teilhaben, auch Einfluss haben müssten.

## Kritik
Kritiker wenden gegen diesen Ansatz ein, dass er nur formal argumentiere und die gesellschaftlichen Machtmechanismen weitgehend außer Acht lasse.

## Analyse empirischer Phänomene
Des Weiteren wurde Bronfenbrenners Ansatz auch für die Erfassung empirischer Phänomene eingesetzt. Der ökosystemische Ansatz in Kombination mit einer empirischen Methode ermöglicht nämlich einen ganz bestimmten Zugang, der bestimmte Forschungsfragen und Erkenntnisse ermöglicht.